# Gretel et Hansel
Pour plus de détails, voir Fiche technique et Distribution.
Gretel et Hansel (Gretel & Hansel) est un thriller d'horreur fantastique américano-canado-irlando-sud-africain réalisé par Oz Perkins, sorti en 2020.
Le film se déroule il y a longtemps, dans une campagne lointaine. Une jeune fille, accompagnée de son petit frère, décide de quitter la maison familiale. Traversant une forêt sombre à la recherche désespérée de nourriture et de travail, ils trouvent le chemin d'une maison triangulaire hébergeant une sorcière. Malheureusement, sans le savoir, ils s'enfoncent dans le nœud d'un mal terrifiant.

## Synopsis
Le film commence par une scène d'un bébé dans un village qui tombe malade et ne devrait pas survivre. Le père emmène l'enfant voir une enchanteresse, qui enlève la maladie mais laisse un pouvoir dans la fille. En vieillissant, les gens du village vont la voir pour entendre ses prémonitions de l'avenir, mais elle utilise son pouvoir pour tuer des gens, y compris son père. L'enfant est emmené dans les bois pour y être abandonné, et de là, elle attire d'autres enfants vers un destin sinistre. Elle est connue sous le nom de Beautiful Child.
L'histoire passe ensuite aux homonymes du film, Gretel et Hansel. Après la mort de leur père, l'adolescente Gretel (Sophia Lillis) et son jeune frère Hansel rencontrent un homme au sujet d'un travail de femme de ménage. Cependant, il rend ses véritables intentions claires quand il demande à Gretel si elle est encore vierge; les deux partent sans travail. La mère des frères et sœurs reproche à Gretel de ne pas avoir fait ce qu'elle avait à faire pour subvenir à leurs besoins. Elle dit que les frères et sœurs doivent partir car il n'y a plus de place dans la maison, menaçant de mettre Gretel en pièces s'ils ne le font pas. Les frères et sœurs fuient leur maison et trouvent une hutte où dormir pour la nuit.
Un homme macabre surgit et attaque Hansel. Il est tué par un chasseur (Charles Babalola) qui les emmène chez lui pour la nuit et les dirige vers d'autres qui peuvent leur fournir de la nourriture et du travail. Le lendemain matin, les frères et sœurs sortent chercher du travail et se nourrissent. Ils trouvent des champignons hallucinogènes qui les font rire de façon hystérique. Hansel trouve une maison qui dégage une odeur de gâteau. Gretel suit et est accueillie par Holda (Alice Krige), la femme vivant dans la maison. Elle invite les frères et sœurs à l'intérieur pour un repas et leur permet d'y dormir en échange d'un travail.
Holda demande à Hansel d'aller dans les bois pour pratiquer ses compétences avec une hache pendant qu'elle garde Gretel à la maison. Hansel apprécie son temps mais Gretel se méfie des intentions de Holda. Elle voit une vision de l'Enchanteresse et entend des voix d'enfants la guidant quelque part. Holda montre à Gretel comment puiser dans ses pouvoirs de sorcière. Hansel voit également une vision de l'Enchanteresse et aperçoit un pentagramme inversé gravé sur un arbre, le faisant se méfier également de Holda. La nuit, Gretel entre dans la cave de Holda, où Hansel est assis en transe. Le sol se remplit de glu et une plus jeune sorcière émerge, vidant des seaux de tripes sur la table avant de les transformer en la même nourriture que Holda a nourri les frères et sœurs. Le lendemain, pendant que Holda mange, Gretel la voit retirer une mèche de cheveux d'enfant de sa bouche.
À travers une série de visions, Holda dit à Gretel la vérité sur le bel enfant: Holda était la mère de la fille, et parce qu'elle en voulait à sa fille pour avoir tué son père, elle a abandonné la fille dans les bois. Cependant, l'enfant a promis de partager ses pouvoirs avec Holda si elle faisait confiance aux ténèbres. Holda a dévoré ses autres enfants et a pris l'apparence d'une vieille femme pour paraître amicale et attirer les enfants. Holda attache Gretel à une table dans la cave alors qu'elle assume son apparence jeune pour attirer Hansel dans une cage afin qu'elle puisse le cuisiner. Gretel utilise ses pouvoirs pour déplacer un bâton vers Holda, l'épinglant au-dessus des flammes. Son corps prend feu et elle meurt, brisant la transe sur Hansel et libérant Gretel. Gretel décide de rester à la maison tout en envoyant Hansel sur son chemin avec un cheval. Le cheval le ramène dans la famille ' la vieille maison de s, avec leur mère maintenant partie. Gretel voit les esprits des enfants morts sortir des arbres, enfin libres. Ses doigts commencent à devenir noirs, tout comme ceux de Holda, mais elle déclare qu'elle se fera confiance et espère contrôler ses nouvelles capacités.

## Fiche technique
- Titre : Gretel et Hansel
- Titre original : Gretel & Hansel
- Réalisation : Oz Perkins
- Scénario : Rob Hayes d'après Hansel et Gretel des frères Grimm
- Photographie : Galo Olivares
- Montage : Josh Ethier et Julia Wong
- Musique : Robin Coudert
- Producteurs : Fred Berger et Brian Kavanaugh-Jones
- Société de production : Orion Pictures et Bron
- Société de distribution : United Artists Releasing (États-Unis)
- Pays d'origine :  États-Unis,  Canada,  Irlande,  Afrique du Sud
- Genre : epouvante-horreur, fantastique, thriller
- Durée : 87 minutes
- Dates de sortie : 
  -  États-Unis : 31 janvier 2020

## Distribution
- Sophia Lillis : Gretel
- Samuel Leakey : Hansel
- Alice Krige : Sorcière
- Jessica De Gouw : Sorcière
- Fiona O'Shaughnessy : Mère
- Donncha Crowley : Maître Stripp
- Jonathan Gunning : Homme émacié
- Charles Babalola : Chasseur
- Giulia Doherty : Bel enfant
- Jonathan Delaney Tynan : Père
- Darlene Garr : Veuve
- Melody Carrillo : Enchanteresse
- Nessa Last : Sœur aînée
- Harry O'Cualacháin : Frère cadet

## Accueil
Le film a été accueilli plutôt favorablement par les critiques. Il obtient un score moyen de 64 % sur Metacritic